# ماتشيللو
ماتشيللو هيبلدية (كوميون) في مدينة تورينو الحضرية في المنطقة الإيطالية بيدمونت، وتقع على بعد حوالي 35 كيلومتر (22 ميل) جنوب غرب تورينو.
تقع ماتشيللو على حدود البلديات التالية: بينيرولو، بورياسكو، فيغوني، غارزيغليانا، كافور.